# Paranastella
Paranastella es un género de escarabajos de la familia Buprestidae.

## Especies
- Paranastella strandi Obenberger, 1931
- Paranastella villiersi Descarpentries, 1984
- Paranastella viridis Bellamy, 2006